# Summer 2019
Summer 2019, anche noto come Step Back in Time Summer Tour, è stata la seconda tournée della cantante australiana Kylie Minogue ad essersi svolta esclusivamente durante festival musicali. Il tour è stato intrapreso in supporto del greatest hits Step Back in Time: The Definitive Collection (2019).
Il primo spettacolo si è tenuto il 20 giugno 2019 a Kingston upon Thames e l'ultimo a San Paolo, il 7 marzo 2020.

## Informazioni
La tournée è stata annunciata il 12 novembre 2018, durante gli spettacoli europei del Golden Tour, attraverso i canali social ufficiali dell'artista. Nei mesi seguenti sono state progressivamente aggiunte nuove date, inclusa la performance al "legend slot" del Festival di Glastonbury. La Minogue avrebbe dovuto esibirsi al suddetto festival già nel 2005, durante il suo Showgirl: The Greatest Hits Tour, tuttavia la sua partecipazione fu annullata a causa della diagnosi di tumore alla mammella.

### Tour book
In occasione dell'inizio del tour, la Minogue ha rilasciato un libro di 72 pagine, chiamato "Kylie Live" e venduto per 20 sterline, che raccoglie fotografie rare e inedite tratte dall’archivio personale di Kylie, immagini esclusive dietro le quinte delle prove del Summer 2019 e una selezione dei momenti più iconici dei suoi concerti dal vivo, che attraversano oltre 30 anni di carriera: dal Disco in Dream al Golden Tour. Il tutto riunito per la prima volta in un'unica pubblicazione, arricchita anche dai tour book e memorabilia delle tournée passate. Il volume misura 33 x 23 cm e presenta una copertina oleografica opaca.

## Sinossi
Ka-Pow: lo spettacolo si apre con Love at First Sight, durante la quale Kylie indossa un completo biancoa; prosegue poi con I Should Be So Lucky e con il remix disco di On a Night Like This, seguita dall’arrangiamento del Golden Tour di Get Outta My Way. Successivamente, esegue What Do I Have to Do, per la prima volta in tour dall'Aphrodite: Les Folies Tour del 2011, in medley con Never Too Late.
Berlin Electro Love: la seconda sezione inizia con un video in bianco e nero che mostra un uomo trasportare una scintillante lettera "K" per dei campi, seguite da un sussurro registrato di Kylie che dice "I still love you". Da qui si passa alla versione originale di Je Ne Sais Pas Pourquoi, eseguita per intero dal vivo per la prima volta dallo Showgirl Tour del 2005. In seguito, Kylie canta la versione originale di Hand on Your Heart e poi In Your Eyes, che unisce elementi tratti sia dalla versione del KylieX2008 che del Golden Tour. La sezione si conclude con l’esecuzione di The One.
The Summer in Avalon: la terza parte si apre con il suono di orologi che ticchettano, prima di una nuova versione remixata di Slow, arricchita da elementi della canzone Fashion di David Bowie del 1980. Segue il remix del Golden Tour di Confide in Me. Kylie viene poi raggiunta dalle coriste per un’esibizione di Kids. La sezione si conclude con Can't Get You Out of My Head, sempre in versione Golden Tour.
The Wedding Disco: la penultima parte inizia con un intermezzo strumentale del brano Suddenly di Angry Anderson, usato come colonna sonora del matrimonio tra Scott Robinson e Charlene Mitchell nella soap opera Neighbours. Si prosegue con Especially for You, Shocked (eseguito per la prima volta dal For You, for Me Tour del 2009), Step Back in Time e Better the Devil You Know. Seguono la versione disco di The Loco-Motion eseguita nel Golden Tour, contenente estratti di Bad Girls di Donna Summer, e infine All the Lovers.
The Final Stretch: l'encore inizia con Dancing e termina con Spinning Around, con elementi di Got to Be Real.

## Scaletta

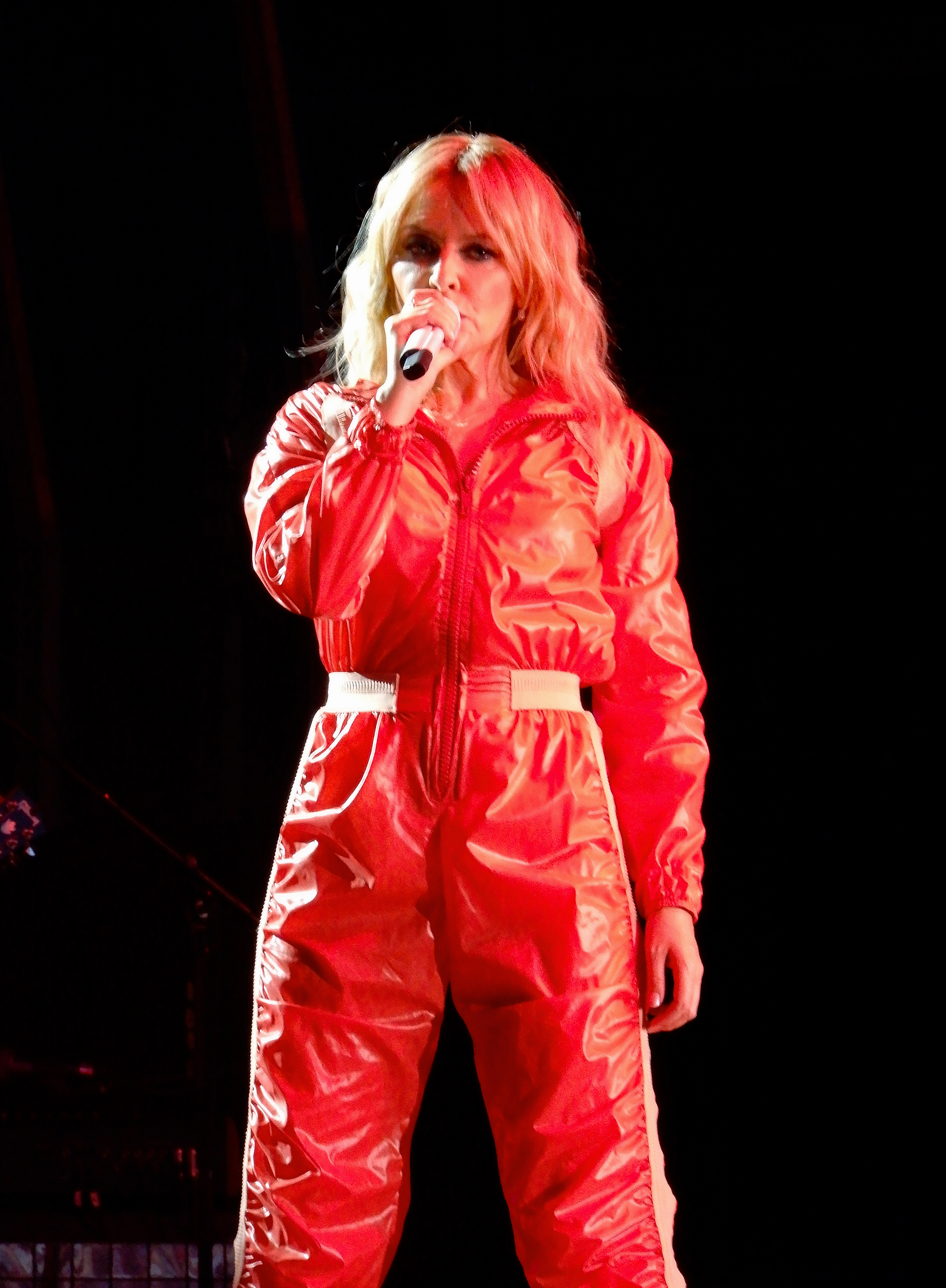
Kylie durante Slow

Atto I: KA-POW
1. Love at First Sight
2. I Should Be So Lucky
3. On A Night Like This
4. Get Outta My Way
5. What Do I Have to Do
6. Never Too Late

Atto II: BERLIN ELECTRO LOVE
1. Je ne sais pas pourquoi
2. Hand on Your Heart
3. In Your Eyes
4. The One

Atto III: THE SUMMER IN AVALON
1. Slow
2. Confide in Me
3. Kids
4. Can’t Get You Out of My Head

Atto IV: THE WEDDING DISCO
1. Especially for You
2. Shocked
3. Step Back in Time
4. Better the Devil You Know
5. The Loco-Motion
6. All the Lovers

Encore: THE FINAL STRETCH
1. Dancing
2. Spinning Around

### Variazioni alla scaletta
- Durante il primo concerto del tour, Dancing e Spinning Around sono state invertite di posizione
- Nello show di Glastonbury, non sono state eseguite: Get Outta My Way, What Do I Have to Do, Never too Late, In Your Eyes, e The One. In compenso, è stata eseguita Where the Wild Roses Grow con Nick Cave. In aggiunta, Chris Martin dei Coldplay ha cantato Can’t Get You Out of My Head con la Mingoue.[8]
- Al Brighton Pride, Kylie ha sostituito The Locomotion con Your Disco Needs You.
- Lo show di Dubai ha visto una scaletta rivisitata, con l'aggiunta di Wow al posto di I Should Be so Lucky. What Do I Have to Do, Je Ne Sais Pas Pourquoi e Never too Late non sono state eseguite; Get Outta My Way ha preso il posto di Je Ne Sais Pas Pourquoi, mentre Especially for You è stata spostata dopo Locomotion. Can’t Get You Out of My Head è stata cantata nella sua versione originale.
- Lo spettacolo brasiliano ha seguito il medesimo ordine di Dubai, ma con l'aggiunta di In My Arms dopo On A Night Like This. Sono poi state intonate Your Disco Needs You e Come into My World in favore di Especially for You.[9]

## Curiosità

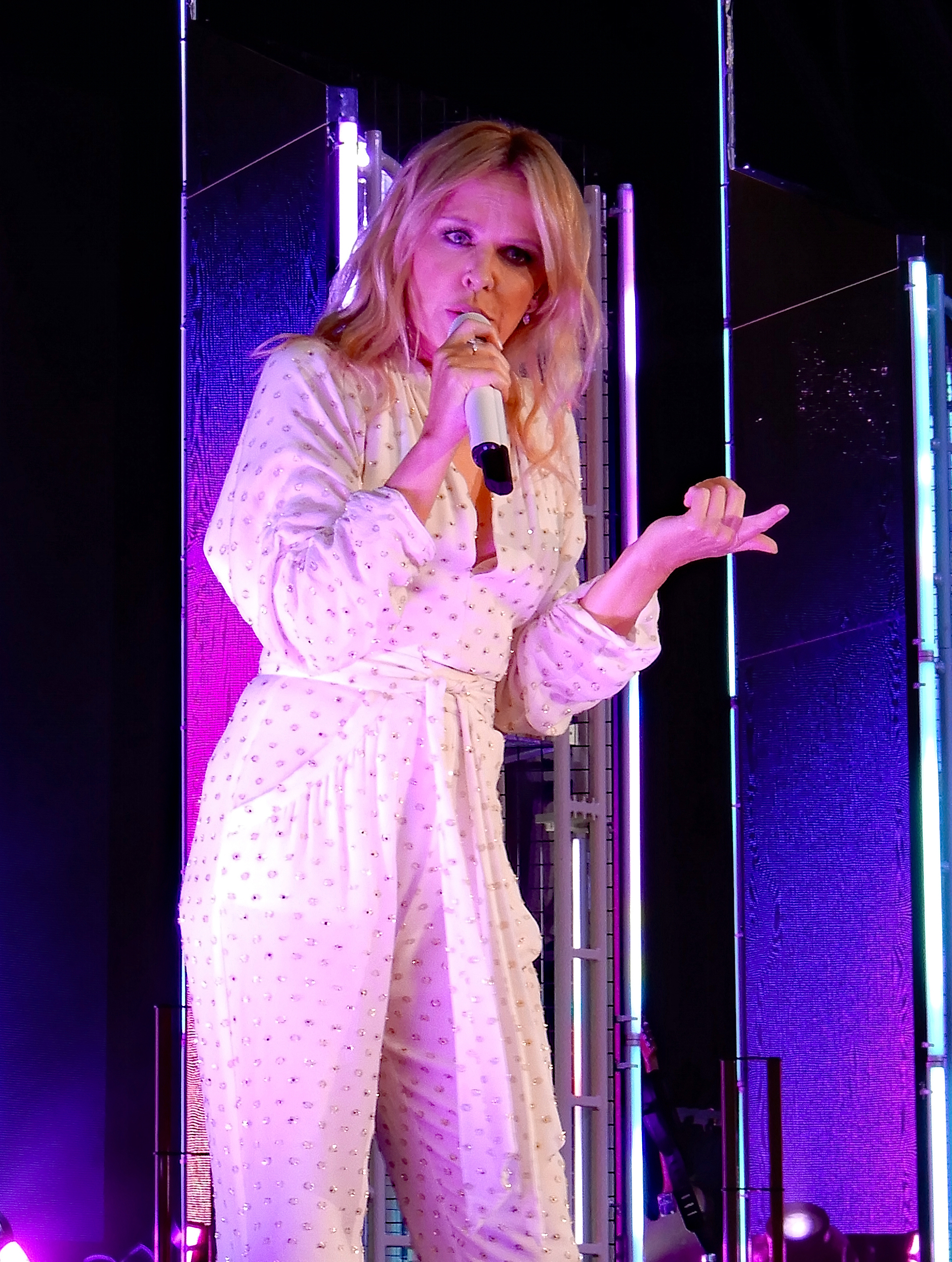
Kylie durante il primo atto

- È la prima volta dal On A Night Like This Tour del 2001 che Kylie propone in uno stesso show tutti e quattro i singoli di Rhythm of Love.
- L'abito dorato indossato durante The Final Stretch è lo stesso indossato durante l'atto New York City del Golden Tour.
- Questo è il tour in cui Kylie ha eseguito il maggior numero di brani dell’era PWL dai tempi dell’On A Night Like This Tour, con un totale di dieci canzoni tratte da quel periodo.
- Il Summer 2019 rappresenta la prima tournée in cui Wow non compare in scaletta.
- Durante la serata d’apertura all’Hampton Court Palace, Kylie ha eseguito un estratto di Tears on My Pillow, segnando così la prima occasione in cui ha interpretato, in un unico spettacolo, tutti i suoi singoli arrivati al primo posto nelle classifiche del Regno Unito.

## Broadcasting live
Lo spettacolo di Glastonbury è stato trasmesso in diretta dalla BBC. Tuttavia, a differenza dei precedenti tour della popstar, non è stato realizzato un cofanetto live venduto fisicamente o un album live audio.

## Date
| Data            | Città                | Stato               | Luogo                        | Artista d'apertura                        | Pubblico | Incasso     |
| --------------- | -------------------- | ------------------- | ---------------------------- | ----------------------------------------- | -------- | ----------- |
| 20 giugno 2019  | Kingston upon Thames | Regno Unito         | Hampton Court Palace         | N.D.                                      | N.D.     | N.D.        |
| 21 giugno 2019  | Kingston upon Thames | Regno Unito         | Hampton Court Palace         | N.D.                                      | N.D.     | N.D.        |
| 23 giugno 2019  | Blenheim             | Regno Unito         | Blenheim Palace              | Hackney Colliery Band Sophie Ellis-Bextor | N.D.     | N.D.        |
| 28 giugno 2019  | Werchter             | Belgio              | Werchter Festivalpark        | N.D.                                      |          |             |
| 30 giugno 2019  | Pilton               | Regno Unito         | Worthy Farm                  | N.D.                                      | 203 000  | $ 308,99    |
| 2 luglio 2019   | St Austell           | Regno Unito         | Eden Project                 | Nina Nesbitt                              | N.D.     | N.D.        |
| 3 luglio 2019   | St Austell           | Regno Unito         | Eden Project                 | Nina Nesbitt                              | N.D.     | N.D.        |
| 5 luglio 2019   | Gdynia               | Polonia             | Gdynia-Kosakowo Airport      | N.D.                                      | N.D.     | N.D.        |
| 6 luglio 2019   | Barcellona           | Spagna              | Parque del Fórum             | N.D.                                      | N.D.     | N.D.        |
| 11 luglio 2019  | Manchester           | Regno Unito         | Castlefield Bowl             | Sonic Yootha                              | 6 191    | $ 510 700   |
| 12 luglio 2019  | Lytham St Annes      | Regno Unito         | Proms Arena                  | Ana Matronic Sophie Ellis-Bextor          | N.D.     | N.D.        |
| 14 luglio 2019  | Edimburgo            | Regno Unito         | Castello di Edimburgo        | Nina Nesbitt                              | 16 906   | $ 1 352 740 |
| 15 luglio 2019  | Edimburgo            | Regno Unito         | Castello di Edimburgo        | Nina Nesbitt                              | 16 906   | $ 1 352 740 |
| 1 agosto 2019   | Scarborough          | Regno Unito         | Scarborough Open Air Theatre | Ana Matronic                              | N.D.     | N.D.        |
| 3 agosto 2019   | Brighton             | Regno Unito         | Preston Park                 | N.D.                                      | N.D.     | N.D.        |
| 7 dicembre 2019 | Dubai                | Emirati Arabi Uniti | The Sevens Stadium           | N.D.                                      | N.D.     | N.D.        |
| 7 marzo 2020    | San Paolo            | Brasile             | Latin America Memorial       | N.D.                                      | 13 223   | $ 849 933   |
| Totale          | Totale               | Totale              | Totale                       | Totale                                    | 36 320   | $ 2 713 373 |